# Oedipina grandis
Espèce
Statut de conservation UICN

 EN B1ab(iii,v) : En danger
Oedipina grandis est une espèce d'urodèles de la famille des Plethodontidae.

## Répartition
Cette espèce est endémique de la cordillère de Talamanca en Amérique centrale. Elle se rencontre entre 1 810 et 1 950 m d'altitude :
- dans l'extrême Sud du Costa Rica ;
- dans l'ouest du Panama.

## Publication originale
- Brame & Duellman, 1970 : A new salamander (genus Oedipina) of the uniformis group from western Panama. Contributions in Science, Natural History Museum of Los Angeles County, no 201, p. 1-8 (texte intégral).